# Württemberg-Hohenzollern
Il Württemberg-Hohenzollern fu uno Stato federato della Germania occidentale. Venne creato nel 1945 come parte della zona di occupazione francese. La sua capitale era Tubinga. Nel 1952, venne inglobato nel nuovo Stato di Baden-Württemberg.

## Storia
Il Württemberg-Hohenzollern consisteva nella parte a sud del Württemberg e la Provincia di Hohenzollern. La parte a nord del Württemberg divenne parte dello stato Württemberg-Baden cadde sotto l'amministrazione degli americani. La divisione tra nord e sud venne segnata dall'autostrada che connetteva Karlsruhe e Monaco di Baviera (l'attuale A8).
Il 18 maggio 1947 venne proclamata una nuova costituzione e venne eletto il primo partito democratico. Con la fondazione della Germania Ovest il 24 maggio 1949, il Württemberg-Baden ne divenne uno stato federale.
Il 24 settembre 1950 una votazione popolare richiese l'unione del Württemberg-Hohenzollern col Württemberg-Baden ed il Baden: ciò portò alla fondazione dello stato di Baden-Württemberg dal 25 aprile 1952.
| Controllo di autorità | VIAF (EN) 173766022 · LCCN (EN) n81018518 · GND (DE) 4317541-7 · J9U (EN, HE) 987007550295305171 |